# Slaget vid Yalufloden (1894)
Slaget vid Yalufloden (kinesiska: 黄海海战; Huáng Hǎi hǎizhàn) var ett sjöslag som ägde rum den 17 september 1894 mellan Qingdynastin och Japanska imperiet. Slaget var en del av första kinesisk-japanska kriget och var ett av de första där båda sidor använde sig av bepansrade fartyg och snabbskjutande kanoner. Striderna slutade med japansk seger och den kinesiska flottan led svåra förluster.

## Upptakten till slaget
1894 utbröt en bonderevolt i Korea. De koreanska ledarna bad Qingdynastin om hjälp, och upproret slogs ner av kinesiska trupper. I samband oroligheterna passade japanerna på att lägga under sig Korea och invaderade halvön. De japanska trupperna kom snart i konflikt med kineserna som inte ville se ett starkare Japan. 
Krigshandlingarna inleddes den 25 juli 1894 med en japansk seger i Slaget vid Pungdo. Under striderna förlorade den kinesiska flottan en kryssare, två kanonbåtar och ett transportfartyg. Nederlaget fick kineserna att påskynda mobiliseringen av sin Beiyangflotta. Den officiella krigsförklaringen mellan staterna kom 1 augusti.
I mitten på september kommenderade amiral Ding Ruchang Beiyangflottan till havs för att skydda transportfartyg från Dalian till Korea. Den kinesiska eskadern bestod av två slagskepp, åtta kryssare, två torpedbåtar och två kanonbåtar. Amiral Ding Ruchang befann sig på sitt flaggskepp; slagskeppet Dingyuan. Flera av de kinesiska fartygen var omoderna och dåligt beväpnade men flottan disponerade också över två moderna slagskepp som var överlägsna sina japanska motsvarigheter.
En japansk eskader, under befäl av amiral Ito Sukeyuki, begav sig den 16 september norrut mot Dayangflodens utlopp. Det är oklart om japanerna var medvetna om att den kinesiska flottan befann sig i närområdet eller inte. Den japanska eskadern bestod av tio kryssare och två kanonbåtar. Ito Sukeyuki befann sig på kryssaren Matsushima. De japanska fartygen var betydligt modernare och snabbare än större delen av de kinesiska.

## Slaget

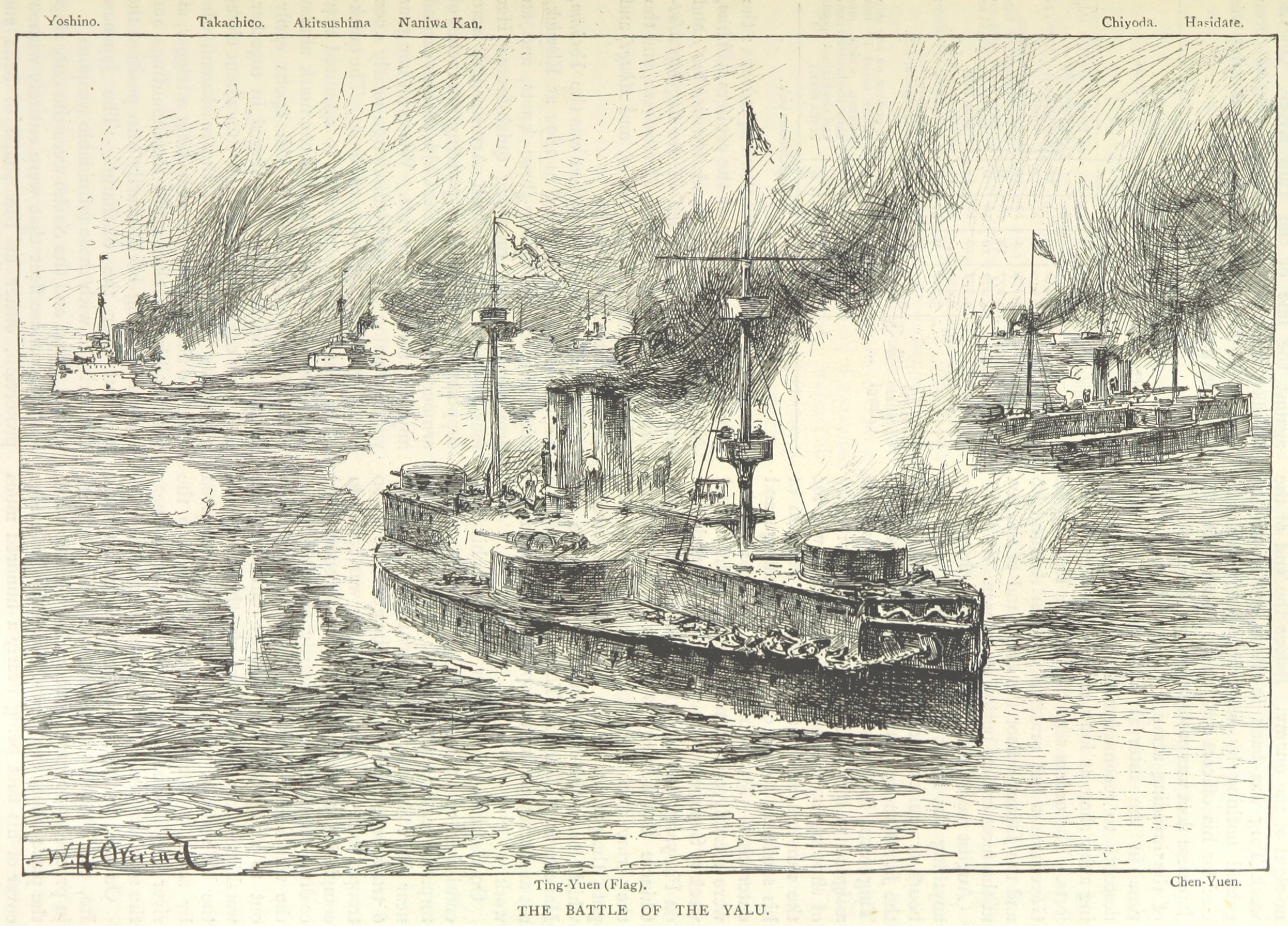
De kinesiska slagskeppen Dingyuan och Zhenyuan under eldgivning från japanska fartyg. Den kinesiska flottans dåliga skick kompenserades till viss del av de två tyskbyggda slagskeppen som hävdade sig väl mot japanerna.

Vid middagstid den 17 september upptäckte japanerna de kinesiska fartygen. Klockan 12:19 bedömde Ruchang att fienden kommit inom stridsavstånd och gav order om eldgivning. De kinesiska artilleripjäserna var dock dåligt konstruerade och kunde inte avfyras i den riktningen. Ombord på Dingyuan var detta särskilt märkbart och flera bland befälet, däribland, Ruchang, omkullkastades av rekylen från kanonerna. Den sporadiska elden fick endast  begränsade resultat på de japanska fartygen. På ca 3 000 meters avstånd besvarade japanerna elden och sänkte två kinesiska kryssare. Under villervallan flydde två kinesiska fartyg från striden.
Den kinesiska flottan hade stora svårigheter att hålla stånd mot de modernare och snabbare japanska fartygen. Under striderna sänktes fem av de kinesiska kryssarna och de övriga fartygen skadades svårt. De japanska kanonerna var dock för klena för att kunna penetrera pansarskyddet på de kinesiska slagskeppen som klarade sig utan större skador. Fyra  japanska fartyg skadades allvarligt men lyckades hålla sig flytande.
Vid kl 17:00 gjorde mörkrets inbrott slut på striderna. De kinesiska torpedbåtarna var ännu stridsdugliga och kunde fortfarande hota de japanska fartygen i mörkret, men inget anfall kom. När det ljusnade dagen efter hade de kinesiska fartygen lämnat stridsområdet.

## Resultat och följder
De kinesiska förlusterna uppgick till 850 döda och 500 sårade. De japanska förlusterna var betydligt lättare med 90 döda och 200 sårade. Resterna av den kinesiska flottan satte sig i säkerhet vid flottbasen Weihaiwei där den senare anfölls och tillintetgjordes av japanerna. Framgången gav japanerna obestritt sjöherravälde över sydkinesiska havet, vilket i sin tur gav dem möjlighet att landsätta trupper på det kinesiska fastlandet.